# Märtyrer (Band)
Märtyrer war eine deutsche Rechtsrock-Band aus Wolfhagen, die in den 1990er Jahren mehrere Alben über einschlägige Labels veröffentlichte.

## Geschichte
Märtyrer wurden 1989 gegründet. Sie veröffentlichten 1991 zwei Demos und wurden anschließend von Rock-O-Rama unter Vertrag genommen. Diese veröffentlichten Märtyrers Debütalbum Stolz, das im Wesentlichen auf dem gleichnamigen Demo basiert. Sowohl das Demo als auch das Debütalbum wurden von der Bundesprüfstelle für jugendgefährdende Medien indiziert. 1992 folgte das Album Hammerhart, das ebenfalls indiziert wurde. 1993 erschien zunächst eine Maxi über Rock-O-Rama und anschließend ein selbstproduziertes Album. Anschließend wechselte die Band zu Metal Enterprises. Dort erschien 1995 das Album Ragnarök. Es erschien 1998 noch eine MCD, danach löste sich die Band auf.
Sänger Kutty veröffentlichte 1998 das Soloalbum Besieg das Böse unter dem Namen König Kutty und seine Schergen.

## Ideologie
Märtyrer bezeichneten sich selbst als „Patrioten, aber keine Parteiaffen. Mit parteipolitischen Sachen haben [sie] nichts am Hut.“ Ihre Texte sind dementsprechend nationalistisch und ausländerfeindlich, aber nicht nationalsozialistisch.

## Diskografie

### Demos
- 1991: Stolz (indiziert)
- 1991: Demo-Tape 2/91 (indiziert[5])

### Alben
- 1991: Stolz (Rock-O-Rama, indiziert, BAnz AT 26.02.2018 B4)
- 1992: Hammer Hart (Rock-O-Rama, nicht mehr indiziert, BAnz AT 30.08.2018 B5)
- 1993: Könige der Nacht (Märtyrer Records)
- 1995: Ragnarök (Metal Enterprises)

### MCDs
- 1994: Schuldig! (Rock-O-Rama)
- 1998: Die Hölle kann warten (UN-Records/Rock-O-Rama)

### Kompilationen
- 1999: Frauen, Bier und Tätowieren (United Records, die nicht-indizierten Lieder der ersten beiden Alben)